# Najib Himmich
Najib Himmich, surnommé Ziggy, né le 13 février 1988 à Amsterdam (Pays-Bas) et probablement mort en 2014, est un criminel néerlandais.
Issu de l'organisation de Gwenette Martha, il prend les rênes du groupe  lorsque Martha est emprisonné en 2007, puis à nouveau en 2013. Himmich finit par trahir l'organisation après la seconde incarcération de Martha en 2013 et s'exile sur la Costa del Sol, où il rejoint les rangs de Samir Bouyakhrichan. Abandonnant les hommes de Martha, cette trahison conduit à l'assassinat de sa femme, Luana Luz Xavier, le 8 décembre 2014 à Amstelveen, tuée par le tueur à gages Khalid Jaafar.
La dernière apparition de Najib Himmich a lieu lors de l'assassinat de Samir Bouyakhrichan en 2014 à Benahavís, en Espagne. Après cet événement, Himmich disparaît et est présumé mort par la presse néerlandaise.

## Jeunesse

### Carrière sportive
Najib Himmich grandit dans le quartier d'Amsterdam-Oost et commence dès son plus jeune âge le kickboxing au sein de la salle Mousid Gym. Il est formé par Fikri Tijarti et Dries Boussatta, ancien international néerlandais.
Au début de 2009, il participe à un tournoi en Corée du Sud, remportant ses quatre combats avec succès. Un promoteur lui propose alors un contrat lucratif, incluant une maison et une voiture pour s'installer en Corée, mais Himmich refuse, préférant rester auprès de sa famille et ses amis aux Pays-Bas[réf. nécessaire].
En juillet de la même année, il participe au gala Real Fighters à Tétouan au Maroc. Il y affronte l'Américain Michael Reyna et remporte la victoire par KO dès le premier round. Combattant dans les poids 67-70 kg, Ziggy aspire à atteindre les sommets du kickboxing, avec pour ambition de signer un contrat avec le prestigieux K-1 MAX[réf. nécessaire].
Alors que ses amis, Hafid El Boustati et Mosab Amrani, percent dans le monde du sport, Najib Himmich se rapproche des barons de la drogue et devient un proche du célèbre kickboxeur Badr Hari. Parallèlement, il tisse des liens avec Gwenette Martha, un grand baron de la drogue, avec qui il fonde une organisation criminelle influente.

## Carrière criminelle
Najib Himmich, surnommé "Ziggy", s'illustre rapidement dans le milieu criminel à Amsterdam sous la protection de Gwenette Martha, un influent baron de la drogue. Doté d’une forte personnalité et d’une habileté pour gérer les affaires, il parvient à gagner la confiance de Martha, qui le considère comme l'un de ses protégés. Ziggy devient un membre clé de l'organisation dès les années 2000, montant progressivement les échelons grâce à son implication dans divers trafics et à sa capacité à gérer les opérations en l'absence de Martha.
En 2007, lorsque Gwenette Martha est incarcéré, Himmich reçoit la mission de maintenir l'organisation en activité. Il est rapidement soupçonné d'avoir orchestré plusieurs assassinats pour asseoir l'autorité du clan. Himmich excelle également dans le kickboxing, ce qui lui permet d'acquérir une réputation de combattant redoutable. Cependant, en dehors du ring, il est impliqué dans des affaires bien plus sombres, souvent pour régler des comptes entre barons de la drogue.
À mesure que l'influence de Gwenette Martha diminue, notamment en raison de ses fréquents séjours en prison, Himmich choisit de trahir son mentor en rejoignant Samir Bouyakhrichan, un puissant trafiquant de drogue basé en Espagne, souvent surnommé "Scarface". Cette trahison est alimentée par les tensions croissantes entre Martha et Bouyakhrichan, notamment sur le contrôle des routes de la cocaïne. En 2014, alors que Martha prévoit de s'en prendre à Bouyakhrichan après son évasion de prison, Himmich devient l'un des acteurs de cette guerre interne.
Le 22 mai 2014, Gwenette Martha est abattu à Amstelveen dans une embuscade soigneusement orchestrée par Bouyakhrichan,. Himmich, qui a désormais intégré les rangs de Bouyakhrichan, fuit à Marbella, en Espagne, où il continue de manœuvrer dans l’ombre. Il maintient des liens avec Naoufal Fassih, un autre criminel influent, mais leur collaboration se termine brutalement. Le 29 août 2014, Bouyakhrichan est assassiné devant les yeux de Himmich dans un café de Marbella, dans un coup monté auquel Fassih aurait pris part, selon certaines sources,. Le nom de Rico Le Chilien et Ridouan Taghi, en collaboration avec la mafia irlandaise, sont également évoqués parmi les auteurs de cet assassinat,.
La disparition de Bouyakhrichan scelle le sort de Himmich. Il est kidnappé à Madrid, où il est retenu et torturé pendant plusieurs jours. Les images de sa torture sont envoyées anonymement à sa femme, Luana Luz Xavier. Himmich, brisé par la douleur, aurait été enterré vivant en Espagne, bien que cette information n'ait jamais été confirmée par les autorités. Sa femme Luana est elle-même assassinée le 8 décembre 2014 à Amstelveen, un acte que beaucoup considèrent comme une tentative de faire sortir Himmich de sa cachette. Quelques jours plus tard, la presse néerlandaise révèle que la femme aurait eu un rôle dans l'assassinat de Chahid Yakhlaf, un autre criminel actif dans le milieu de la Mocro Maffia. Sa disparition reste officiellement non résolue, bien que de nombreux indices laissent penser qu’il a été exécuté pour ses trahisons au sein du monde du crime.

## Disparition et enquêtes
Un an après la disparition de Najib Himmich, toujours sans traces de lui, il est déclaré mort par la presse néerlandaise. Des sources anonymes ont affirmé au média Panorama qu'il aurait été enterré vivant quelque part en Espagne. Sa femme, Luana Luz Xavier, aurait vraisemblablement reçu des images de la torture de son mari via des textos anonymes, renforçant l’hypothèse de son meurtre brutal,. Luana aurait également été consciente de l'identité des personnes responsables de cet acte, ce qui expliquerait son propre assassinat à la fin de l'année 2014,.
Alors que certaines sources estiment que Himmich se serait caché en Espagne ou au Maroc, d'autres confirment sa mort. Les principaux suspects de sa disparition seraient Naoufal Fassih et Rico Le Chilien, figures influentes du crime organisé. Cependant, aucun des deux hommes ne sont condamnés concernant le dossier de Najib Himmich.
En 2015, la famille de Luana Luz Xavier accuse le criminel Papkind d'être impliqué dans son meurtre. La mère et la sœur de Luana ont informé les autorités néerlandaises que Papkind leur aurait envoyé un message menaçant, déclarant que Luana avait prévu de coopérer avec la police après la disparition de son mari. En janvier 2020, Papkind est finalement arrêté à Dubaï par des forces spéciales, avant d'être extradé vers les Pays-Bas.

## Vie privée
Najib Himmich est marié avec la brésilienne Luana Luz Xavier (assassinée en 2014) et a deux enfants.
Najib Himmich apparaît dans le clip vidéo de Ali B et Sjaak, sur le single intitulé Baas en compagnie de Sjaak, à la onzième seconde, avec un verre de thé en main.

### Dans la fiction
- Mocro Maffia, série télévisée néerlandaise créée par Achmed Akkabi et Thijs Römer en 2018 : le personnage Potlood est basé sur l'histoire de Najib Himmich[29].